# Bonnie Perry
Bonnie Perry (* 15. April 1962 in San Diego) ist eine US-amerikanische Geistliche. Seit 2019 amtiert sie als Bischöfin in der Episcopal Diocese of Michigan der Episkopalkirche der Vereinigten Staaten von Amerika.

## Leben
Perry studierte Biologie am College of the Holy Cross in Worcester, Massachusetts und anschließend, nach ihrer Konversion von der römisch-katholischen zur Episkopalkirche, Theologie am Union Theological Seminary in the City of New York sowie am Seabury-Western Theological Seminary in Illinois. Im Dezember 1990 wurde Perry in der Diocese of Newark zur anglikanischen Priesterin geweiht. Von 1992 bis 2000 war sie als Congregational Development Vicar und ab 2000 als Rektor für die All Saints’ Episcopal Church in Chicago tätig. 2009 war sie Kandidatin für das Bischofsamt in der Diözese von Minnesota.
Am 1. Juni 2019 wurde Perry als Nachfolgerin von Bischof Wendell Gibbs Jr. zur Bischöfin der anglikanischen Diözese in Michigan gewählt. Sie empfing am 8. Februar 2020 durch den Presiding Bishop Michael Bruce Curry die Bischofsweihe.
Perry ist mit der Theologin Susan Harlow verheiratet; beide unterstützen seit Jahrzehnten die LGBTQ-Bewegung. Im September 2023 wurde Perry von Michigans Gouverneurin Gretchen Whitmer in eine Kommission zur Förderung der LGBTQ-Bewegung berufen.